# Barrera dels deu segons
La barrera dels deu segons és un terme utilitzat a l'atletisme que es refereix a la barrera física i psicològica de completar una carrera dels 100 metres llisos masculins en menys de deu segons. Aquest assoliment estava reservat tradicionalment als grans corredors, però ha perdut rellevància des de finals dels anys 90, quan un nombre cada vegada major de corredors han millorat aquesta marca.

## Història

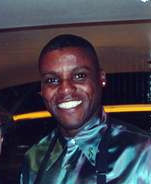
Carl Lewis, primer home a superar la barrera dels 10 segons a baixa altura.

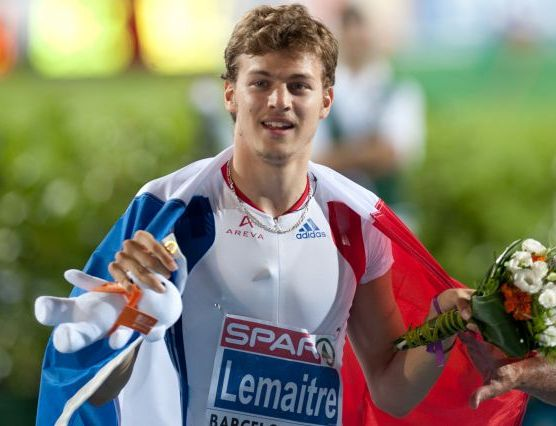
Christophe Lemaitre, primer home de raça blanca en trencar la barrera.

Les primeres marques per sota dels 10 segons es van enregistrar mitjançant un cronòmetre manual. Això no obstant, l'Associació Internacional de Federacions d'Atletisme només considera les marques legals si t'utilitza un cronòmetre automatizat, una velocitat del vent per sota dels 2m/s, i sense l'ús de substàncies dopants.[5] Les infraccions o el mal funcionament dels medidors de vent també invaliden els registres.[6]
Sota aquestes regles, la barrera es va trencar oficialment per primera vegada per l'atleta estatunidenc Jim Hines el 14 d'octubre de 1968. Va guanyar la prova de 100 metres llisos als Jocs Olímpics de 1968, marcant un nou rècord mundial amb la marca de 9.95 segons. Quasi nou anys van passar fins que la barrera es va trencar de nou; Silvio Leonard va fer un registre de 9.98 segons l'11 d'agost de 1977. Les dues marques es van enregistrar a gran altura sobre el nivell del mar, el que facilita el rendiment a causa de la menor resistència de l'aire. Carl Lewis va ser el primer corredor a millorar la barrera a una altura baixa, amb 9.97 segons el 14 de maig de 1983. Calvin Smith va marcar un nou rècord mundial amb 9.93 segons el 3 de juliol de 1983, convertint-se en el primer corredor a superar la barrera dues vegades, repetint-ho a l'agost d'aquell mateix any.
Un bon nombre d'atletes van trencar la barrera durant la dècada de 1980, però la final dels 100 m. del Campionat del Món de 1991 va representar un nou zenit de la prova: sis atletes van córrer per sota de deu segons a la mateixa cursa, i el guanyador, Carl Lewis, va baixar el rècord mundial a 9.86 segons. Maurice Greene va ser el primer atleta a córrer en 9,80 segons el 1999 i Usain Bolt va superar els 9,70 segons el 2008 i 9,60 el 2009. Els atletes de les sis associacions esportives continentals han trencat la barrera dels deu segons, amb l'excepció d'Amèrica del Sud, on el brasiler Robson da Silva té el rècord de la zona amb deu segons.
La temporada 2008 es va produir un nou rècord pel que fa a actuacions per sota els deu segons: catorze corredors van aconseguir la gesta aconseguint la fita fins a un total de cinquanta-tres vegades, la marca anual més alta tant pel nombre de vegades com de corredors. A més, deu homes havien aconseguit el resultat per primera vegada en aquest any. La final dels 100 m. dels Jocs Olímpics de 2008 va registrar un nou rècord mundial i sis homes van córrer per sota els deu segons (igualant la xifra del Campionat del Món de 1991). Entre abril i juny de 2011, només dos mesos després de l'inici de la temporada de pista a l'aire lliure, quinze homes havien corregut per sota els deu segons, convertint-la així amb la més prolífica de tots els temps. A finals de juny de 2011, setanta-nou velocistes havien trencat la barrera dels de segons, amb una hora oficial i legal, al llarg de la història.